# (6410) Fujiwara
(6410) Fujiwara est un astéroïde de la ceinture principale.

## Description
(6410) Fujiwara est un astéroïde de la ceinture principale. Il fut découvert le 29 novembre 1992 à Kiyosato par Satoru Ōtomo. Il présente une orbite caractérisée par un demi-grand axe de 2,77 UA, une excentricité de 0,23 et une inclinaison de 8,7° par rapport à l'écliptique.

## Compléments